# PA Md. 2000
PA Md. 2000 (Pușca automată, calibrul 5,56mm, Model 2000) este arma de asalt care va înlocui vechile pistoale-mitralieră ale Armatei Române prin Programul de înzestrare „Sistem armament individual tip NATO”. Va utiliza muniție de calibrul 5,56×45mm NATO.
Arma va exista în variantele:
- cu pat rabatabil
- cu pat fix

Varianta pentru Forțele Speciale va avea în plus lunetă IOR și aruncător de grenade AG-40.